# 國際射擊中心
國際射擊中心（簡稱射擊中心，曾稱澳門國際射擊中心）位於澳門東亞運動會體育館之北，是澳門現今唯一一個合符國際水平的射擊場地。該射擊中心在2005年8月23日由澳門行政長官何厚鏵主持開幕；並在同年9月7日由亞洲奧林匹克理事會主席艾哈邁德·法赫德·薩巴赫親王主持國際射擊中心銅像揭幕儀式。澳門國際射擊中心設有10米靶場、25米靶場、50米靶場、決賽館及一個管理中心。

## 歷史
國際射擊中心選址本屬氹仔中央公園地段（即濠庭都會和濠景花園之間），但及後為遷就澳門東亞運動會體育館選址而遷至澳門東亞運動會體育館之北興建；除了場館之設計面積也由原來的14,000 m2（150,695 sq ft）增至22,600 m2（243,264 sq ft）外，場館的設計圖則也需要重新規劃、改變場館外貌及加建決賽場館以符合國際射總之要求。
國際射擊中心於2004年12月6日起由澳門特區政府耗資超過3億5,600萬澳門元開始動工興建，而在動工當日，澳門運輸工務司司長歐文龍、土地工務運輸局局長賈利安、澳門東亞運組委會主席蕭威利等主持奠基典禮。2005年8月23日，澳門行政長官何厚鏵以「鳴槍」方式為澳門國際射擊中心主持啟用儀式外，也主持了牌匾揭幕儀式；開幕時邀請中國大陸、新加坡、香港和澳門的射擊選手進行一場邀請賽，結果由中國隊包辦10米移動靶、10米氣手槍、25米標準手槍和50米步槍卧射四項比賽錦標。澳門國際射擊中心的開幕也成為澳門現今唯一一個合符國際水平的射擊場地。同年9月7日，亞奧理事會主席薩巴赫親王為國際射擊中心主持銅像揭幕儀式。同年10月底在澳門主辦的澳門東亞運時，澳門國際射擊中心是該運動會射擊項目的比賽場地。
2006年1月23日起，國際射擊中心被列為澳門的公共體育設施網絡的體育場館之一。國際射擊中心於2007年在澳門主辦亞洲室內運動會時作為象棋項目的比賽場地；同年12月11日，澳門審計署在《澳門國際射擊中心的興建工程衡工量值直式審計報告》中表示澳門東亞運組委會就興建射擊中心在前期研究及設計階段沒有具體地說明場館需求外，也沒有與土地工務運輸局建立一個清晰權責的機制以作監督設計工作是否符合有關需求。2010年7月13日起，根據第100/2010號社會文化司司長批示把「澳門國際射擊中心（Centro Internacional de Tiro de Macau）」易名為「國際射擊中心（Centro Internacional de Tiro）」；

## 設施
國際射擊中心總佔地達52,355 m2（563,545 sq ft），共建有五座建築物（一座為管理中心、其餘四座是為10米（33英尺）靶場、25米（82英尺）靶場、50米（164英尺）靶場及半露天移動靶的射擊決賽場館）、綠化區域以及一個可讓私家車、電動自行車及旅遊巴士停泊的露天停車場，而建築物間由一條天橋連接。

### 管理中心
國際射擊中心的管理中心樓高三層，總建築面積達2,100 m2（22,604 sq ft）；此體育場館的管理中心也設有藥檢室、槍械維修室、傳媒工作室等多功能室；大樓地庫是槍械及彈藥貯藏的倉庫，主要用作比賽而儲存槍械及彈藥的地方外，也是比賽期間接待運動員、領槍和進行檢錄的地方；而管理中心前的1,800 m2（19,375 sq ft）的廣場可進行不同活動。

### 10米靶場
10米靶場是國際射擊中心的唯一一個室內射擊館，設有60條固定靶道以及合共466個座位；其建築面積為5,702 m2（61,376 sq ft）。

### 25米靶場
25米靶場是為半室內射擊館，當中20米賽區設於室外，設有60條靶道及358個座位；其建築面積為5,975 m2（64,314 sq ft）。

### 50米靶場
50米靶場也是為半室內射擊館，當中46米賽區設於室外，設有60條靶道及536個座位；其建築面積為11,379 m2（122,483 sq ft）。

### 射擊決賽館
射擊決賽館是為樓高三層的半露天移動靶場；第一層設有比賽的10條靶道，當中27米賽區設於室外，而第一、二層共設有505個座位；第三層則為工作人員區域，設有電視轉播、赴館燈光控制等相關設施；其建築面積為5,975 m2（64,314 sq ft）。

## 鄰近設施
- 澳門東亞運動會體育館
- 網球學校
- 保齡球中心

## 交通

### 公共巴士
T387 東亞運／保齡球中心（Jogos da Ásia Oriental / Centro de Bowling）
路線：50
T388 東亞運／巴黎人花園（Jogos da Ásia Oriental / Le Jardin）
路線：50

### 輕軌
█  氹仔線東亞運站 （步行約5分鐘）

## 備註
1. ↑  當局預算斥資2億5,100萬澳門元興建，但最終造價以3億5,600萬興建，超支1億500萬（41.83%）[3]
2. ↑  336個觀眾席、84個嘉賓席、36個記者席及10個傷殘席[9]
3. ↑  228個觀眾席、84個嘉賓席、36個記者席及10個傷殘席[9]
4. ↑  404個觀眾席、84個嘉賓席、36個記者席及12個傷殘席[9]
5. ↑  311個觀眾席、138個嘉賓席、48個記者席及8個傷殘席[9]